# Sci di fondo ai XX Giochi olimpici invernali - Sprint femminile
Nello sci di fondo ai XX Giochi olimpici invernali la gara sprint femminile sulla distanza di 1,2 km si disputò in tecnica libera il 22 febbraio, dalle ore 10:00 sul percorso che si snodava a Pragelato Plan con un dislivello massimo di 16 m; presero parte alla competizione 66 atlete.

## Risultati

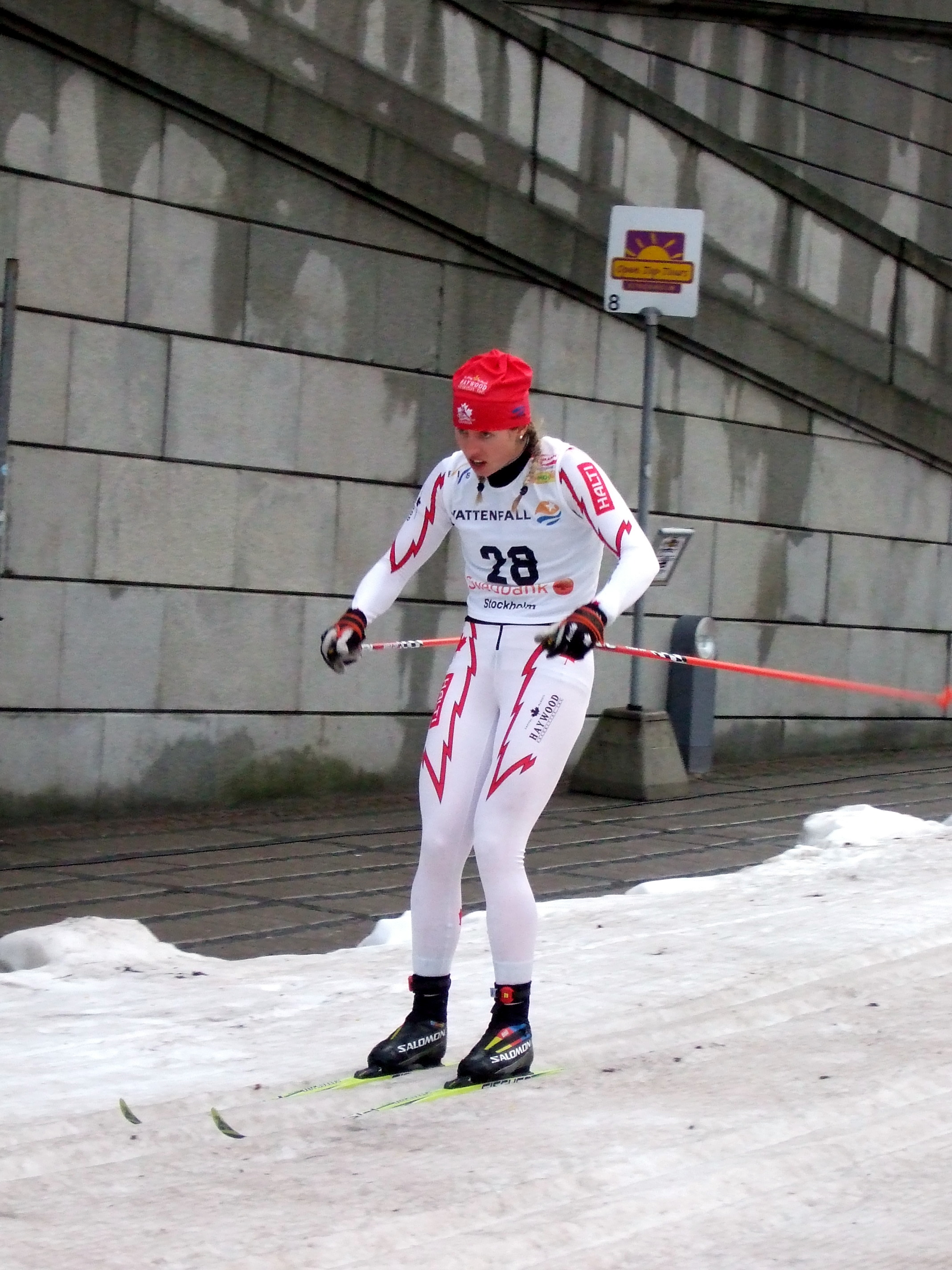
Chandra Crawford

### Finale A
| Posizione | Atleta           | Nazione  | Tempo  |
| --------- | ---------------- | -------- | ------ |
| 1         | Chandra Crawford | Canada   | 2:12,3 |
| 2         | Claudia Nystad   | Germania | 2:13,0 |
| 3         | Alëna Sid'ko     | Russia   | 2:13,2 |
| 4         | Beckie Scott     | Canada   | 2:14,7 |

### Finale B
| Posizione | Atleta         | Nazione   | Tempo  |
| --------- | -------------- | --------- | ------ |
| 5         | Virpi Kuitunen | Finlandia | 2:18,1 |
| 6         | Ella Gjømle    | Norvegia  | 2:18,2 |
| 7         | Arianna Follis | Italia    | 2:20,3 |
| 8         | Petra Majdič   | Slovenia  | 2:21,5 |